# Lijst van burgemeesters van Kleverskerke
Dit is een lijst van burgemeesters van de voormalige Nederlandse gemeente Kleverskerke of Cleverskerke in de provincie Zeeland totdat deze gemeente in 1857 opging in de gemeente Arnemuiden, die op haar beurt op 1 januari 1997 werd bij de gemeente Middelburg gevoegd.
| Ambtsperiode                    | Naam burgemeester      | Leven                                                                        | Partij of stroming | Bijzonderheden |
| ------------------------------- | ---------------------- | ---------------------------------------------------------------------------- | ------------------ | --- |
| 30 september 1803 – 1813 ≥      | Arnout Arentse         | 1749 – 1823                                                                  |                    | schout en nadien maire van Kleverskerke; naamvarianten: Aarnoud, Aarnout en Arense, Arendse                                                     |
| ≤ 1815 – 17 februari 1828       | Ingel Baaijens         | Klein-Abeele 28 januari 1767 – Kleverskerke 17 februari 1828                 |                    | in 1813 vermeld als adjunct maire; tot 1825 met de titel schout; overleed als burgemeester; naamsvarianten: Engel, voorletter J. en Bayens      |
| 1828 – 1842                     | Pieter Goudswaard      | Middelburg 5 februari 1776 – Middelburg 21 augustus 1868                     |                    | aanvankelijk waarnemend burgemeester; naamsvariant Goudswaart                                                                                   |
| 1842 – 1849                     | Cornelis Daniel Baars  | Middelburg 1776 – Arnemuiden 9 augustus 1849                                 |                    | tevens burgemeester van Arnemuiden; overleed als burgemeester; vader van Cornelis Jacobus Baars                                                 |
| 10 januari 1850 – 29 april 1853 | Cornelis de Bree       | Kleverskerke maandag 9 december 1816 – Kleverskerke zaterdag 3 november 1855 |                    | |
| 29 april 1853 – 3 juli 1857     | Cornelis Jacobus Baars | 20 november 1809 – Arnemuiden 22 maart 1867                                  |                    | tevens burgemeester van Arnemuiden; in 1857 werd Kleverskerke bij Arnemuiden gevoegd; overleed als burgemeester; zoon van Cornelis Daniel Baars |